# Reichsverband der Privatversicherung
Der Reichsverband der Privatversicherung mit Sitz in Berlin war eine Interessenvertretung der privaten deutschen Versicherungsgesellschaften.

## Geschichte
Der Verband wurde im Ursprung am 24. Januar 1911 als Vereinigung der Privatversicherung gegründet. Vorbereitet wurde der Zusammenschluss der vorherigen sieben Fachverbände durch Carl Ritter von Rasp, der dann als erster Vorsitzender fungierte. Er vereinte zunächst den Arbeitgeberverband und die Fachverbände der deutschen Versicherungswirtschaft 1913 wurde die Organisation zur Vermeidung eventueller Verwechslungen in Zentralverband der Privatversicherung umbenannt, 1919 nach der Trennung vom Arbeitgeberverband dann in Reichsverband der Privatversicherung.
Der Verband war der Spitzenverband auf der Seite der Privatversicherung und gilt als Vorläufer des Gesamtverbandes der Deutschen Versicherungswirtschaft (GDV). Er und war zuständig für die Bearbeitung gemeinsamer volkswirtschaftlicher, sozial- und finanzpolitischer Angelegenheiten des Privatversicherungswesens bzw. versicherungszweiggemeinsamer Fragen.

## Vorsitzende
| Amtszeit  | Name                 |
| --------- | -------------------- |
| 1911–1926 | Carl Ritter von Rasp |
| 1926–1930 | Franz Schäfer        |
| 1930–1931 | Hans Riese           |
| 1931–1933 | Kurt Schmitt         |
| 1933–1934 | Eduard Hilgard       |
| 1934–1936 | Christian Oertel     |
| 1937–1939 | Andreas Braß         |
| 1940–1945 | Harald Mandt         |